# Pinomiris
Pinomiris is een geslacht van wantsen uit de familie van de Miridae (Blindwantsen). Het geslacht werd voor het eerst wetenschappelijk beschreven door Stonedahl & Schwartz in 1996.

## Soorten
Het genus bevat de volgende soorten:

- Pinomiris knighti (Kerzhner & Schuh, 1995)
- Pinomiris monophyllae Stonedahl & Schwartz, 1996